# Psychotria pickeringii
Psychotria pickeringii är en måreväxtart som beskrevs av Asa Gray. Psychotria pickeringii ingår i släktet Psychotria och familjen måreväxter. Inga underarter finns listade i Catalogue of Life.